# Monotagma
Genre
Monotagma est un genre de plantes monocotylédones herbacées néotropicale appartenant à la famille des Marantaceae. Ce genre comprend aujourd'hui 39 espèces valides.

## Liste d'espèces
Selon The Plant List (16/11/2021) :

### Espèces valides
- Monotagma anathronum J.F.Macbr.
- Monotagma angustissimum Loes.
- Monotagma aurantispathum Hagberg & R.Erikss.
- Monotagma breviscapum Hagberg & R.Erikss.
- Monotagma congestum Hagberg & R.Erikss.
- Monotagma contractum Huber
- Monotagma contrariosum J.F.Macbr.
- Monotagma densiflorum (Körn.) K.Schum.
- Monotagma dolosum J.F.Macbr.
- Monotagma exile Hagberg & R.Erikss.
- Monotagma flavicomum Hagberg & R.Erikss.
- Monotagma floribundum Hagberg & R.Erikss.
- Monotagma grallatum Hagberg & R.Erikss.
- Monotagma haughtii L.B.Sm. & Idrobo
- Monotagma humile Hagberg & R.Erikss.
- Monotagma juruanum Loes.
- Monotagma laxum (Poepp. & Endl.) K.Schum.
- Monotagma lilacinum Hagberg & R.Erikss.
- Monotagma nutans Hagberg & R.Erikss.
- Monotagma ovatum Hagberg
- Monotagma papillosum Hagberg & R.Erikss.
- Monotagma paradoxum Hagberg & R.Erikss.
- Monotagma parvulum Loes.
- Monotagma plurispicatum (Körn.) K.Schum.
- Monotagma remotum Hagberg, R.Erikss. & H.Kenn.
- Monotagma rhodanthum Maguire & Wurdack
- Monotagma roseum Hagberg & R.Erikss.
- Monotagma rudanii Hagberg
- Monotagma secundum (Petersen) K.Schum.
- Monotagma septentrionale Hagberg & R.Erikss.
- Monotagma smaragdinum (Linden & André) K.Schum.
- Monotagma spathulatum Hagberg & R.Erikss.
- Monotagma spicatum (Aubl.) J.F.Macbr.
- Monotagma tomentosum K.Schum. ex Loes.
- Monotagma tuberosum Hagberg & R.Erikss.
- Monotagma ulei K.Schum. ex Loes.
- Monotagma uliginosum Hagberg & R.Erikss.
- Monotagma vaginatum Hagberg
- Monotagma yapacanensis Steyerm. & Bunting

### Noms non résolus
- Monotagma aurantiacum Loes.
- Monotagma caprinense Huber
- Monotagma lachnecaula Miguel
- Monotagma negrensis Huber
- Monotagma tessmannii Loes.
- Monotagma ulei K. Schum.